# Jonas Tegström
Jonas Tegström (* 1. Januar 1965 in Sundsvall) ist ein ehemaliger schwedischer Radrennfahrer und nationaler Meister im Radsport.

## Sportliche Laufbahn
Tegström war im Straßenradsport aktiv. 1984 gewann er mit Lars Wahlquist, Anders Jarl und Allan Andersson den Titel im Mannschaftszeitfahren der Meisterschaften der Nordischen Länder. Mit der Nationalmannschaft bestritt er das britische Milk Race. Im Amateurrennen der UCI-Straßen-Weltmeisterschaften 1985 wurde er 26., im Mannschaftszeitfahren kam er mit dem schwedischen Vierer auf 8. Rang.
1986 wurde er Berufsfahrer im französischen Radsportteam Système U, in dem Laurent Fignon Kapitän war. Er gewann die zum ersten Mal ausgetragene nationale Meisterschaft im Straßenrennen der Profis, ein Rennen, das gemeinsam mit den dänischen Profis in Aarhus bestritten wurde. 1987 gewann er den Titel erneut.
Im Rennen der UCI-Straßen-Weltmeisterschaften 1986 belegte er den 21. Rang. 1987 wurde er als 53. in der Tour de Suisse klassiert. In der Vuelta a España 1987 wurde er 79. des Endklassements. Zum Ende der Saison beendete er seine Laufbahn.